# Holistophallidae
Holistophallidae é uma família de milípedes pertencente à ordem Polydesmida.
Géneros:
- Duoporus Cook, 1901
- Elcarmenia Kraus, 1954
- Holistophallus Silvestri, 1909
- Pammicrophallus Pocock, 1909
- Synthodesmus Chamberlin, 1922
- Tunodesmus Chamberlin, 1922
- Zeuctodesmus Pocock, 1909